# C/NOFS
C/NOFS (Communications/Navigation Outage Forecasting System; Kommunikations-/Navigations-Ausfallsvorhersagesystem) ist ein US-amerikanischer, militärischer Forschungssatellit. Gebaut wurde er von General Dynamics. Er dient der Vorhersage und Beobachtung von Szintillationen in der Ionosphäre der Erde. C/NOFS wurde am 16. April 2008 mit einer Pegasus-XL-Rakete gestartet, die wiederum von einem Trägerflugzeug des Typs L-1011 gestartet wurde. Die Mission war ursprünglich schon für das Jahr 2003 vorgesehen, wurde aber immer wieder verschoben.
Der Satellit, welcher durch das Space Test Program der US Air Force betreut wird, soll dem US-Militär eine Vorhersage (für die nächsten vier Stunden) der Auswirkungen von Aktivitäten in der Ionosphäre auf Kommunikations- und Navigationssignale von Satelliten ermöglichen, welche potentiell zu Problemen im Einsatzgebiet führen könnten.

## Technik
Der 274 kg schwere C/NOFS (Startmasse 395 kg) basiert auf dem Satellitenbus SA-200B, verfügt über ein Dreiachsenstabilisierungssystem und ist mit sechs Sensoren ausgestattet, darunter Messgeräte zur Bestimmung von elektrischen Feldern (Planar Langmuir Probe, Vector Electric Field Instrument, Coherent Electromagnetic Radio Tomography) und Teilchenströmen (Ion Velocity Meter, Neutral Wind Meter, Electron Density Profile). Er wurde in einen niedrigen Erdorbit in 600 bis 850 km Höhe mit einer Inklination von 13° gebracht. An Bord befindet sich auch Geräte (Neutral Wind Meter (NWM) und Ion Velocity Meter (IVM)) aus dem CINDI-Programm der NASA. Die geplante Lebensdauer liegt bei einem Jahr, wobei drei Jahre erhofft werden.